# Lapponia
«Lapponia» (с лат. — «Лапландия») — песня финской певицы Моники Аспелунд, с которой она представляла Финляндию на конкурсе «Евровидение-1977».
Песня была исполнена шестнадцатой в тот вечер, после итальянки Мии Мартини с песней «Libera» и перед бельгийским трио Dream Express с песней «A Million in One, Two, Three». По итогам голосования она набрала 50 баллов и заняла 10-е место из 18. Это была первая финская песня, получившая максимальный балл (от Ирландии) с момента введения 12-балльной системы в 1975 году, и оставалась таковой до 2006 года, когда Дания первой из восьми стран присудила 12 баллов победившей финской песне «Hard Rock Hallelujah».
Несмотря на посредственное место в финале «Евровидения», «Lapponia» была выпущена в 20 европейских странах, а также в Австралии, Бразилии, Израиле и Турции. Асплунд записала «Lapponia» на шести языках: финском, шведском, английском, немецком, французском и голландском. «Lapponia» позволила Асплунд занять 3-е место в Финляндии и 20-е в Швеции.

## Чарты
| Чарт (1977)                               | Высшая позиция |
| ----------------------------------------- | -------------- |
| Финляндия (Suomen virallinen singlelista) | 3              |
| Швеция (Sverigetopplistan)                | 20             |